# Rindö
Rindö ist eine Insel (schwedisch ö) oder auch Schäre in der schwedischen Provinz Stockholms län und der historischen Provinz Uppland.
Die Insel in der Gemeinde Vaxholm ist etwa fünf Kilometer lang und 446 Hektar groß. Auf ihr wohnen, in den Orten Rindöby und Festung Oskar-Fredriksborg sowie in Ferienhaussiedlungen, circa 1000 Menschen. Es bestehen Fährverbindungen nach Vaxholm und Värmdö sowie über eine Brücke eine feste Verbindung zur Insel Skarpö.

## Geschichte
Die Insel wurde seit der Zeit Gustav Wasas militärisch genutzt. 1709 wurden auf der östlichen und ein Jahr später auch auf der westlichen Seite Kanonenstellungen angelegt. Bis 2005 war auf Rindö das Amphibienregiment der schwedischen Streitkräfte stationiert, das mittlerweile nach Berga in die Gemeinde Haninge verlegt worden ist.
Im Westen der Insel befindet sich das Fort Rindö Redutt. Es wurde zwischen 1858 und 1863 als Ergänzung der Festung Vaxholm erbaut. An dieser Stelle begann man ab 1839 mit Vorarbeiten für einen befestigten Turm, die Arbeiten wurde aber wegen zu hoher Kosten bei den Sprengarbeiten eingestellt. Tiefe Gräben umgeben das Fort und seine Lage ermöglichte Kanonenfeuer in alle Richtungen. Seit 1935 hat die Anlage den Status eines schwedischen Gebäudedenkmals.